# Evita (film)
Evita – amerykański film biograficzny z 1996 roku, będący ekranizacją musicalu Andrew Lloyd Webbera z 1977 roku. Film opowiada historię Evy (Evity) Perón, w której rolę wcieliła się Madonna.

## Obsada
- Madonna – Eva Perón
- Antonio Banderas – Ché,
- Jonathan Pryce – Juan Peron
- Jimmy Nail – Agustin Magaldi
- Julian Littman – Brat Juan
- Olga Merediz – Blanca
- Laura Pallas – Elisa
- Julia Worsley – Erminda
- Lucinda Rhodes-Flaherty – Maria
- Martín Drogo – Młody Juan
- María Luján Hidalgo – Młoda Eva

## Nagrody
- Amerykańska Akademia Sztuki i Wiedzy Filmowej, 1997
  - wygrane: 1, nominacje: 3
- Oscar, 1997
  - wygrane: najlepsza piosenka („You Must Love Me”, wyk. Madonna), nominacje: najlepsza scenografia (Brian Morris, Philippe Turlure), najlepsze zdjęcia (Darius Khondji), najlepszy montaż (Gerry Hambling), najlepszy dźwięk (Andy Nelson, Anna Behlmer i Ken Weston)
- Hollywoodzkie Stowarzyszenie Prasy Zagranicznej
  - wygrane: 3, nominacje: 2
- Złoty Glob, 1997
  - wygrane: najlepsza komedia lub musical, najlepsza aktorka w komedii lub musicalu (Madonna), najlepsza piosenka („You Must Love Me”, wyk. Madonna), nominacje: najlepszy aktor w komedii lub musicalu (Antonio Banderas), najlepszy reżyser (Alan Parker)
- Brytyjska Akademia Sztuk Filmowych i Telewizyjnych, 1997
  - nominacje: najlepsza charakteryzacja, najlepsza scenografia (Brian Morris), najlepsze kostiumy (Penny Rose), najlepsze zdjęcia (Darius Khondji), najlepszy montaż (Gerry Hambling), najlepszy scenariusz adaptowany (Alan Parker, Oliver Stone)
- Amerykańskie Stowarzyszenie Montażystów (ACE)
  - nominacja: najlepszy montaż filmu fabularnego (Gerry Hambling)
- Amerykańskie Stowarzyszenie Operatorów Filmowych (ASC)
  - nominacje: najlepsze zdjęcia do filmu fabularnego (Darius Khondji)
- MTV
  - nominacje: Złoty Popcorn, najlepsza aktorka (Madonna), najlepsza piosenka filmowa („Don’t Cry for Me Argentina”, wyk. Madonna)
- Międzynarodowa Akademia Prasowa
  - wygrane: Złoty Satelita, najlepsza komedia lub musical, najlepsza piosenka („You Must Love Me”, wyk. Madonna), najlepsze kostiumy (Penny Rose), nominacje: najlepsza scenografia (Brian Morris), najlepsze zdjęcia (Darius Khondji)

## Zdjęcia
Zdjęcia realizowane były na terenie Węgier (Budapeszt), Argentyny (Buenos Aires), Anglii (Londyn, Wendover, Shepperton–studio) oraz Hiszpanii.